# فوتبال ۱
فوتبال ۱ نام یک برنامه تلویزیونی و فوتبالی زنده است که هر هفته پنج‌شنبه‌ها از شبکه ورزش پخش می‌شود. این برنامه با هدف تحلیل و بررسی مسابقات لیگ آزادگان و فوتبال پایه ایران توسط مجتبی پوربخش پخش خود را از سال ۱۳۹۶ آغاز کرد. درحال حاضر علی صادقی تهیه‌کننده و پوریا خسروی مجری این برنامه هستند.

## پیشینه
اولین قسمت برنامه فوتبال ۱ با تهیه‌کنندگی و اجرای مجتبی پوربخش در ۲۰ مردادماه سال ۱۳۹۶ روی آنتن زنده شبکه ورزش رفت و جایگزین برنامه لیگ ۱ در جدول پخش این شبکه تلویزیونی شد.
در سال ۱۴۰۱ مجتبی پوربخش همزمان با خیرش مردم برعلیه نظام جمهوری اسلامی ایران در صفحه مجازی خود از معترضین حکومت حمایت کرد که البته این حرکت باعث برکناری وی از سازمان صدا و سیمای جمهوری اسلامی ایران شد و بعد از این اتفاق نیز به‌جای پوربخش وظیفه تهیه‌کنندگی به مسعود صحبتی و اجرای این برنامه به پوریا خسروی واگذار شد.
در سال ۱۴۰۳ پوریا خسروی به علت سفر همراه با تیم ملی هاکی ایران در جام جهانی در چند قسمت غایب بود و در این مدت عمید صادقی‌پور به شکل موقت مجری برنامه بود.

## فصل‌ها
| فصل | سال       | مجری         | تهیه‌کننده    |
| --- | --------- | ------------ | ------------ |
| ۱   | ۱۳۹۷–۱۳۹۶ | مجتبی پوربخش | مجتبی پوربخش |
| ۲   | ۱۳۹۸–۱۳۹۷ | مجتبی پوربخش | مجتبی پوربخش |
| ۳   | ۱۳۹۹–۱۳۹۸ | مجتبی پوربخش | مجتبی پوربخش |
| ۴   | ۱۴۰۰–۱۳۹۹ | مجتبی پوربخش | مجتبی پوربخش |
| ۵   | ۱۴۰۱–۱۴۰۰ | مجتبی پوربخش | مجتبی پوربخش |
| ۶   | ۱۴۰۲–۱۴۰۱ | مجتبی پوربخش | مجتبی پوربخش |
| ۶   | ۱۴۰۲–۱۴۰۱ | پوریا خسروی  | مسعود صحبتی  |
| ۷   | ۱۴۰۳–۱۴۰۲ | پوریا خسروی  | مسعود صحبتی  |
| ۸   | ۱۴۰۴–۱۴۰۳ | پوریا خسروی  | علی صادقی    |

## ویژگی‌ها

### پخش
این برنامه در ابتدا هرهفته جمعه‌ها روی آنتن می‌رفت اما از سال ۱۴۰۰ تصمیم گرفته شد، هرهفته پنج‌شنبه‌ها پخش خود را ادامه بدهند. درحال حاضر فوتبال ۱ روزهای پنج‌شنبه ساعت ۱۱:۳۰ روی آنتن زنده شبکه ورزش می‌رود.

### اجرا
از سال ۱۳۹۶ تا ۱۴۰۱ مجری این برنامه مجتبی پوربخش بود، که با حمایتش از معترضین نظام جمهوری اسلامی ایران باعث برکناری خودش از صدا و سیما شد، و پویا خسروی مجری کم تجربه که با تازگی از شبکه شما به شبکه ورزش منتقل شده بود، به جای پوربخش، به عنوان مجری انتخاب شد، و به گروه برنامه فوتبال ۱ پیوست.

## درون‌مایه

### روند برنامه
برنامه فوتبال یک تنها برنامه تخصصی لیگ دسته یک فوتبال ایران است که به تجزیه و تحلیل و پوشش کامل حواشی مسابقات به‌همراه کارشناسی داوری در ایام برگزاری لیگ یک می‌پردازد.

## جوایز
| سال  | جایزه                                          | رده                    | دریافت‌کننده  | نتیجه | توضیحات                                                                                      |
| ---- | ---------------------------------------------- | ---------------------- | ------------ | ----- | -------------------------------------------------------------------------------------------- |
| ۱۳۹۶ | یازدهمین جشنواره بین‌المللی فیلم‌های ورزشی ایران | بهترین تهیه‌کننده ورزشی | مجتبی پوربخش | برنده | در این جشنواره مجتبی پوربخش بالاتر از عادل فردوسی‌پور قرار گرفت و این جایزه را از آن خود کرد. |